# Lleis sumptuàries
Les lleis sumptuàries (en llatí leges sumptuariae) són les diverses lleis romanes que al llarg del temps van intentar controlar el luxe per equiparar la forma de vida de les diverses classes socials, per evitar l'ostentació i el menyspreu dels rics cap als pobres. De vegades aquesta legislació intentava regular la moral, l'embriaguesa i les disbauxes. Les lleis incidien sobretot en la manera de dur a terme els banquets i en la forma de vestir, i en general cada llei incidia en un tema concret. Aquestes lleis van ser poc respectades, per la dificultat que hi havia en fer-les aplicar. Es va iniciar el combat contra el luxe al final del segle iii aC, però posteriorment no va fer més que augmentar.
La legislació sumptuària romana, en comparació amb la grega, molt més restrictiva, era més aviat laxa. No es va iniciar fins a un període relativament tardà de la història, i cada llei tenia com a objecte erradicar alguna pràctica ostentosa quan aquesta augmentava descaradament. La ineficàcia d'aquestes lleis i l'extrema dificultat per fer-les complir estan àmpliament documentades. En parlen Tàcit, Aulus Gel·li i Tertul·lià, però, encara que van ser aprovades i aplicades, no van ser suficients per resoldre aquests problemes El fet que la majoria d'aquestes lleis tractessin sobre el mateix tema, és a dir, les despeses de la taula, i imposessin restriccions molt semblants, mostra amb quina rapidesa es desobeïen.
Les primeres lleis sumptuàries van ser les que es troben a les Lleis de les dotze taules que limitaven les despeses que es podien fer als funerals, segons diu Ciceró. Possiblement aquestes lleis van ser copiats de les normatives similars que havia dictat Soló.
Les principals lleis que van combatre el luxes, conegudes com a sumptuàries, van ser:
- Oppia de l'any 213 aC, que limitava el luxe en les joies i els vestits.
- Orquia del 181 aC, que establia el nombre màxim de convidats a un banquet.
- Fannia sumptuaria del 161 aC, prohibia superar una certa quantitat de diners per part dels organitzadors dels Ludi Megalenses
- Didia sumptuaria del 143 aC, que estenia les sancions establertes a la llei Fannia a tots els assistents
- Licinia sumptuaria, probablement el 103 aC. Regulava les despeses en els convits els dies de calendes, nones i de mercat (Nundines), fixant un màxim de cent asos i en les bodes un màxim de 200 asos.
- Cornelia sumptuaria, del 81 aC. Permetia gastar trenta sestercis en els sopars de les Calendas, nones, idus, dies de jocs i de festes solemnes, però la resta dels dies només se'n podien gastar tres
- Aemilia sumptuaria del 78 aC. Taxava el gènere i la quantitat dels banquets, no les despeses.
- Antia sumptuaria, de data incerta, que limitava el tipus i el nombre de persones que podien menjar amb un magistrat.
- Julia sumptuaria, instada per Juli Cèsar, limitava les quantitats que es podien gastar en els convits.
- Una altra Julia sumptuaria, instada per August en termes semblanta a l'anterior
- Un senatusconsultum en temps de Tiberi concretava encara més les despeses de les dues lleis anteriors.[10][1]